# SN 1979C
SN 1979C est une supernova qui s'est produite dans la galaxie M100, une galaxie spirale de la constellation de la Chevelure de Bérénice située à environ 50 millions d'années-lumière de la Terre. Elle est découverte le 19 avril 1979 par Gus Johnson, un maître d'école et astronome amateur. Elle atteint une magnitude apparente maximale de 11,6.
SN 1979C est une supernova de type II. Ce type de supernova résulte de l'effondrement puis de l'implosion du cœur d'une étoile massive d'au moins 9 masses solaires. L'étoile progénitrice de SN 1979 elle-même devait avoir une masse de 20 M☉ environ.
L'explosion de la supernova a laissé comme vestige un trou noir, dont la découverte a été annoncée le 15 novembre 2010 par la NASA. Une équipe de scientifiques dirigée par le Dr Dan Patnaude du Harvard-Smithsonian Center for Astrophysics à Cambridge (Massachusetts) a analysé les données récoltées entre 1995 et 2007 à partir de plusieurs observatoires spatiaux. L'observatoire de rayons X Chandra de la NASA, le télescope spatial Swift, ainsi que XMM-Newton de l'ESA et le télescope allemand ROSAT ont participé à cette récolte de données.
Les chercheurs ont observé une source continue de rayons X et en ont déduit qu'il s'agit probablement de matériau en train d'être englouti par l'objet. Ce matériau est issu soit de la supernova, soit d'un compagnon au sein d'un système binaire. Une explication alternative pourrait être que les émissions observées en rayons X pourraient être issues d'une nébuleuse de vent de pulsar formée par un pulsar en rotation rapide, similaire à celle localisée au centre de la nébuleuse du Crabe. Dans l'hypothèse du trou noir, c'est le matériau qui est ingurgité par le trou noir qui émet des rayons X et non le trou noir en lui-même ; le gaz est chauffé par sa chute progressive dans le champ gravitationnel très intense de l'objet.
SN 1979C a également été étudiée dans le domaine de fréquence des ondes radio. Une étude pourtant sur la courbe de lumière de l'objet a été réalisée entre 1985 et 1990, en utilisant le radiotélescope du Very Large Array dans le Nouveau-Mexique.